# B.R.M.C.
B.R.M.C. är det första albumet av den kaliforniska rockgruppen Black Rebel Motorcycle Club, utgivet 2001 i USA och året därpå i Storbritannien.

## Låtlista
1. "Love Burns" - 4:06
2. "Red Eyes and Tears" - 4:00
3. "Whatever Happened to My Rock 'n' Roll (Punk Song)" - 4:38
4. "Awake" - 6:12
5. "White Palms" - 4:55
6. "As Sure as the Sun" - 7:27
7. "Rifles" - 5:30
8. "Too Real" - 4:55
9. "Spread Your Love" - 3:45
10. "Head Up High" - 5:36
11. "Salvation" - 6:06
Bonusspår på japansk utgåva
12. "Screaming Gun" - 4:45
13. "At My Door" - 3:34
14. "Down Here" - 3:14